# Abel Khaled
Abel Khaled (ur. 9 listopada 1992 w Luxeuil-les-Bains) to francuski piłkarz pochodzenia algierskiego występujący na pozycji ofensywnego pomocnika we francuskim klubie Stade Brestois 29.

## Kariera ligowa
Na początku 2012 podpisał 2,5 roczny kontrakt ze Stade Brestois 29, choć zainteresowane były też Girondins Bordeaux i AS Saint-Étienne. 11 lutego 2012 zadebiutował w Ligue 1 wchodząc z ławki w końcu meczu przeciw Montpellier HSC. Po raz pierwszy rozpoczął mecz w pierwszym składzie Stade Brestois 18 lutego 2012 przeciwko Ajaccio.
| Sezon   | Klub              | Kraj    | Rozgrywki | Mecze | Bramki | Rozgrywki Europy | Mecze | Bramki |
| ------- | ----------------- | ------- | --------- | ----- | ------ | ---------------- | ----- | ------ |
| 2010/11 | SAS Épinal        | Francja | CFA       | 3     | 0      | –                | –     | –      |
| 2011/12 | SAS Épinal        | Francja | National  | 11    | 2      | –                | –     | –      |
| 2011/12 | Stade Brestois 29 | Francja | Ligue 1   | 7     | 0      | –                | –     | –      |
| 2012/13 | Stade Brestois 29 | Francja | Ligue 1   | 7     | 0      | –                | –     | –      |
| 2013/14 | Stade Brestois    | Francja | Ligue 2   | 0     | 0      | –                | –     | –      |

Stan na: 12 czerwca 2013 r.